# بطولة باوليستا 1971
بطولة باوليستا 1971 هو موسم من بطولة باوليستا. أشرف على تنظيمه اتحاد باوليستا لكرة القدم ‏، وكان عدد الأندية المشاركة فيه 17، وفاز فيه نادي ساو باولو.